# Helmut Graf (football, 1946)
Ne doit pas être confondu avec Helmut Graf (1954), un psychothérapeute et psychologue autrichien, né en 1954 ou Helmut Graf (1963), un joueur de football autrichien, né en 1963.
 (mars 2025).
Si vous disposez d'ouvrages ou d'articles de référence ou si vous connaissez des sites web de qualité traitant du thème abordé ici, merci de compléter l'article en donnant les références utiles à sa vérifiabilité et en les liant à la section « Notes et références ».
Helmut Graf (né le 11 février 1946, près de Cologne) est un ancien attaquant allemand de football.
Après des débuts professionnels dans son pays natal, il a passé la plus grande partie de sa carrière comme attaquant, en Belgique. Brièvement entraîneur, il est depuis plusieurs années actif comme "scout" pour un bureau d'agents de joueurs auquel il signale de jeunes talents.

## Biographie
Né dans les environs de Cologne en 1946 c'est-à-dire à l'époque où la région se redresse péniblement des ravages de la Seconde Guerre mondiale, Helmut Graf commence le football dans sa localité natale, puis signe un premier contrat professionnel au SC Viktoria Köln, un des plus anciens cercles de la cité rhénane, qui à ce moment évolue en Regionalliga West, au 2e niveau de la hiérarchie allemande. Cette saison-là, le Viktoria termine 10e sur 18. Il est le beau père du footballeur Bissau-Guinéen Almani Moreira et grand père du footballeur Belge Diego Moreira.

### Allemagne
Passé au Fortuna Düsseldorf en 1969, toujours en Regionalliga West, il ne s'y trouve pas après l'arrivée d'un nouvel entraîneur. La saison suivante, il évolue au Bonner SC. Lors de la saison 1970-1971, ce club joue pour la première fois dans son nouveau stade du "Sportpark Nord", une 3e saison en Regionalliga. Mais le club est relégué vers le troisième niveau, la "Verbandsliga Mittelrhein".

### Belgique
Graf opte pour l'étranger en acceptant l'offre du club belge de l'AS Eupen qui joue alors en Division 2. La petite ville d'Eupen est germanophone et situé près de la frontière allemande. Graf retrouve deux de ses compatriotes dans les rangs des Pandas: les attaquants Ulrich Kallius et Rainer Gebauer.
Pour sa première saison au Kehrweg, l'Alliance termine 10e. En 1973, les Eupenois ne sont que 13e.
Graf accepte alors l'offre de l'Olympic Montignies, un autre cercle de D2 belge, qu'il rejoint en compagnie de Kallius. L'avant-centre Gebauer rejoindra aussi la métropole carolorégienne un an plus tard, mais lui ira dans l'autre club de la ville, le Sporting.
Au stade de La Neuville, Graf devient la coqueluche des supporters des "Dogues", qu'il contribue grandement à amener au titre dès 1974, et à un retour en Division 1, niveau que le club avait quitté six ans plus tôt. Hélas, les retrouvailles avec l'élite ne sont pas une réussite et l'Olympic est relégué.
Pour la saison 1975-1976, Graf s'engage avec La Louvière. Les "Loups" assurent leur maintien sportif à la 14e place sur 19. Mais le club est ensuite sanctionné à la suite d'une plainte de Berchem Sport. Dans ce qui est familièrement appelé l'Affaire Jurion, on parle clairement de "tentative de falsification de la compétition" et La Louvière plonge en D2.
De son côté, Helmut Graf, totalement étranger au scandale, a été remarqué par les dirigeants du Standard de Liège, club huppé mais auquel le titre national échappe depuis 5 ans à l'époque et qui vient de vivre deux saisons médiocres (6epuis 8e).

#### Icône du Standard de Liège
Dès son arrivée, Graf devient rapidement un des chouchous de Sclessin. L'avant allemand arrive au moment où une ancienne génération de joueurs est progressivement remplacée par une plus jeune.
Lors de la Coupe de l'UEFA 1978, les « Rouches » atteignent les huitièmes de finale où ils sont battus deux fois par le FC Carl Zeiss Iéna. Le club fait moins bien à l'occasion de l'édition suivante, mais est puni par le tirage au sort qui l'oppose à Manchester City en 1/16e de finale. Séchés (4-0) à Maine Road, les Standardmen sauvent l'honneur au retour en s'imposant (2-0).
En 1979-1980, les Liégeois éliminent Naples, mais déçoivent en étant sortis en 1/8e de finale par le 1. FC Brno. Cette désillusion européenne est vite oubliée car les "Rouches" terminent vice-champions du Club Brugeois.
Lors de la Coupe de l'UEFA 1981, Graf et le Standard réussissent un magnifique parcours. Ils éliminent le Steaua Bucarest, Kaiserslautern puis le Dynamo Dresde. Ils tombent avec les honneurs en quarts de finale contre une 3e formation allemande, le 1. FC Cologne. Cette saison-là, les "Rouches" ne sont que troisièmes du championnat mais ils remportent la Coupe de Belgique en dominant Lokeren (4-0) en finale. Graf, blessé, ne peut prendre part à l'apothéose.
Graf preste sa dernière saison à Sclessin en 1981-1982, ce qu'il considère comme le meilleur moment de sa carrière. Le Standard de Liège retrouve le titre national qui lui échappe alors depuis 11 ans.

### Escapade mexicaine
Graf loue alors ses services au club mexicain de León, puis revient en Belgique terminer sa carrière au K. SK Tongeren.
Il rejoint alors le cercle amateur de Hannut qui milite à cette époque en Division 3 belge.

## Carrière comme entraineur
En 1985-1986, Helmut Graf fait fonction de joueur-entraîneur à Hannut (D3 belge).
Après une brève période  d'inactivité, il accepte, en 1988, le poste de coach de Prajon qui vient de revenir en Promotion (D4 belge). Après deux belles saisons ponctuées d'autant de troisièmes places, Graf se retire.
On le retrouve de 2003 à 2006, aux commandes du R. Standard FC Andrimont en provinciales liégeoises. Considérant que le job de coach apporte plus de soucis qu'il ne procure de joie, Graf refuse ensuite tout autre offre.

## Palmarès
- 1x Finaliste de la "Coupe des Coupes": 1982 avec le R. Standard de Liège.
- 2x Champion de Belgique: 1982 et 1983 avec le R. Standard de Liège.
- 1x Vainqueur de la Coupe de Belgique: 1981 avec le R. Standard de Liège.
- 1x Champion de Division 2 belge 1974 avec l'Olympic Montignies